# Úrvalsdeild 1955
Úrvalsdeild 1955 là mùa giải thứ 44 của giải bóng đá Iceland. KR giành danh hiệu thứ 15. Đây là mùa giải đầu tiên có một đội xuống hạng, và Þróttur là đội đầu tiên xuống chơi ở 2. deild karla. Ríkharður Jónsson, Þórður Jónsson và Þórður Þórðarson của ÍA là vua phá lưới với 7 bàn thắng.

## Bảng xếp hạng
| Vị thứ | Đội      | St | T | H | B | BT | BB | HS  | Đ |
| ------ | -------- | -- | - | - | - | -- | -- | --- | - |
| 1      | KR       | 5  | 4 | 1 | 0 | 21 | 3  | +18 | 9 |
| 2      | ÍA       | 5  | 4 | 0 | 1 | 23 | 7  | +16 | 8 |
| 3      | Valur    | 5  | 2 | 2 | 1 | 13 | 6  | +7  | 6 |
| 4      | Víkingur | 5  | 2 | 0 | 3 | 9  | 20 | -11 | 4 |
| 5      | Fram     | 5  | 1 | 1 | 3 | 6  | 11 | -5  | 3 |
| 6      | Þróttur  | 5  | 0 | 0 | 5 | 2  | 27 | -25 | 0 |

| Vô địch Úrvalsdeild 1955 |
| ------------------------ |
| KR Danh hiệu thứ 15      |